# I. e. 1000
Évszázadok: i. e. 11. század – i. e. 10. század – i. e. 9. század
Évtizedek: i. e. 1050-es évek – i. e. 1040-es évek – i. e. 1030-as évek – i. e. 1020-as évek – i. e. 1010-es évek – i. e. 1000-es évek – i. e. 990-es évek – i. e. 980-as évek – i. e. 970-es évek – i. e. 960-as évek – i. e. 950-es évek
i. e. 1005 i. e. 1004 i. e. 1003 i. e. 1002 i. e. 1001 i. e. 1000 i. e. 999 i. e. 998 i. e. 997 i. e. 996 i. e. 995

## Események, trendek
- Világnépesség: mintegy 50 millió.[1]
- Priene alapítása (mai Nyugat-Törökország)

### Hozzávetőleg 1000-ben
- A bronzkor vége.
- A latinok a Duna régiójából Itáliába költöznek.
- Perzsiába érkeznek az óiráni népek.
- Hódító útjukra indulnak az asszírok.
- A magyarok elválnak legközelebbi rokoniaktól, az obi-ugoroktól.
- Az ókori Indiában megjelenik a vas.